# Radio europea per la Bielorussia
Radio europea per la Bielorussia (in bielorusso Еўрапейскае радыё для Беларусі?, Eŭrapejskae radyë dlja Belarusi) è un'emittente radiofonica che trasmette in FM, Internet e via satellite. Ha anche un sito web di notizie. È stata fondata in Bielorussia il 26 febbraio 2006 e i suoi giornalisti lavorano sia da Minsk che da Varsavia.
Una classifica stilata dal sito MediaIQ ha attribuito a Radio europea per la Bielorussia uno dei punteggi più alti nella graduatoria dei media bielorussi liberi dalla propaganda governativa.
Attualmente il sito della radio è oscurato all'interno del territorio della Bielorussia. La radio ha seguito le proteste in Bielorussia del 2020 seguite alle elezioni presidenziali e per questo motivo diversi suoi giornalisti sono stati arrestati.

## Premi
- La giornalista REB Marina Šukjurova ha ricevuto la nomination al premio "in russo П’еро?" per la libertà di parola (2009);[10]
- Dmitrij Lukašuk ha ottenuto il primo premio al concorso AJB ‘in bielorusso Вольнае слова?’ (2015).[11]